# Nienke Kingma
Nienke Kingma, née le 12 février 1982 à Driebergen-Rijsenburg, est une rameuse néerlandaise. 

## Palmarès

### Jeux olympiques
- 2012 à Londres,  Royaume-Uni
  -  Médaille de bronze en  huit
- 2008 à Pékin,  Chine
  -  Médaille d'argent en  huit

### Championnats du monde
- 2010 à Karapiro,  Nouvelle-Zélande
  -  médaille d'or en quatre de pointe
- 2009 à Poznań,  Pologne
  -  médaille d'or en quatre de pointe
  -  médaille de bronze en huit

### Championnats d'Europe
- 2010 à Montemor-o-Velho,  Portugal
  -  médaille d'argent en huit